# Väntsal

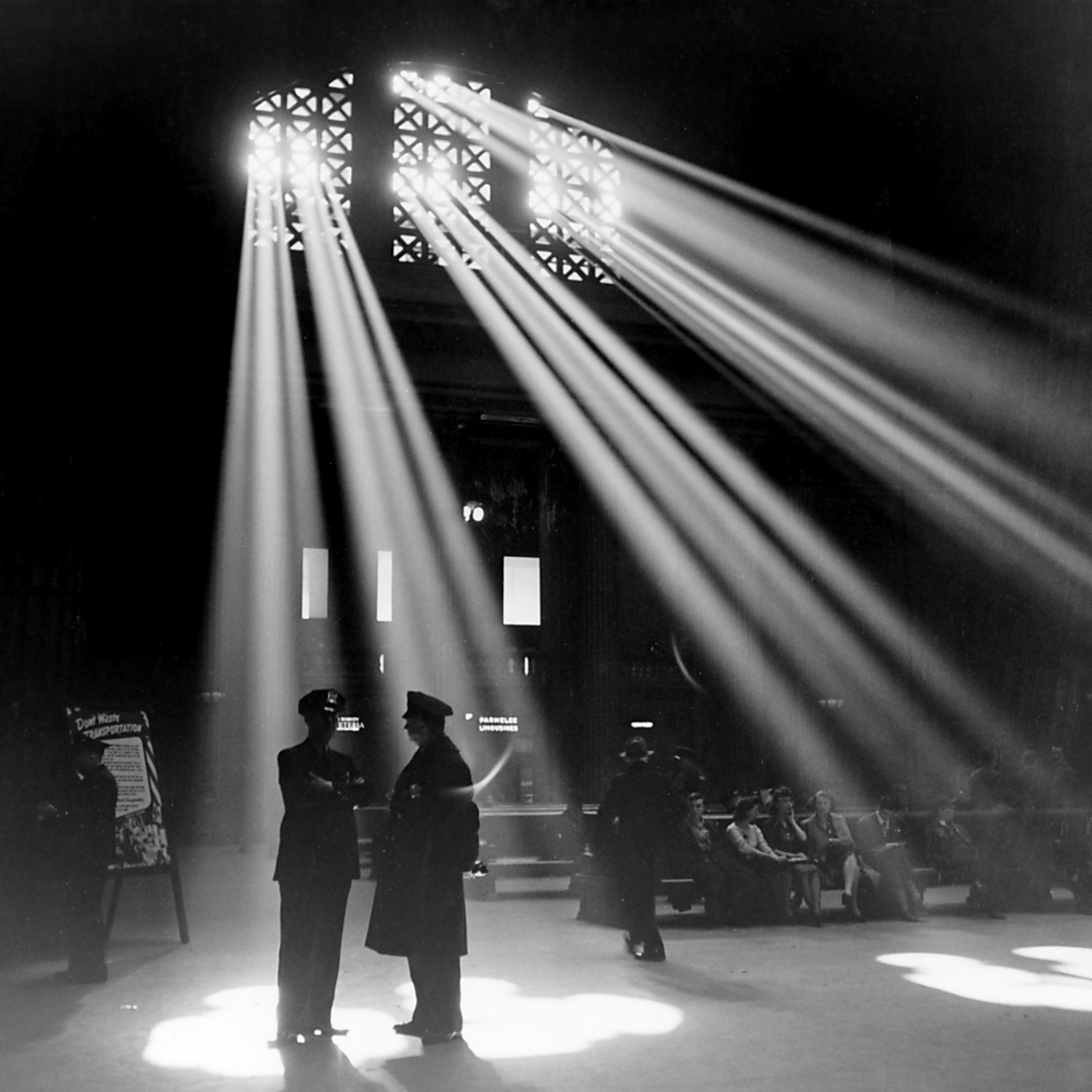
Väntsalen i Union Stations stationsbyggnad i Chicago i USA 1943.

Väntsal eller väntrum är ett rum avsett att användas av personer som väntar på någonting. Väntsal förekommer särskilt på järnvägsstationer och liknande, medan väntrum förekommer på exempelvis en läkarmottagning. Väntsalar för första klass, business class och liknande brukar kallas lounge, och finns på stora järnvägsstationer och större flygplatser.
Väntsalar eller väntrum återfinns i samhället på exempelvis järnvägsstationer, flygplatser, hos tandläkare och läkare. Järnvägsstationer och flygplatser brukade[när?] ha uppdelade väntsalar per biljettklass.